# Gran Premio Città di Camaiore 1974
Il Gran Premio Città di Camaiore 1974, ventiseiesima edizione della corsa, si svolse il 19 giugno 1974 su un percorso con partenza e arrivo a Camaiore. La vittoria fu appannaggio dell'italiano Giacinto Santambrogio, che completò il percorso precedendo i connazionali Sigfrido Fontanelli e Roberto Poggiali.

## Ordine d'arrivo (Top 10)
| Pos. | Corridore               | Squadra            | Tempo |
| ---- | ----------------------- | ------------------ | ----- |
| 1    | Giacinto Santambrogio   | Bianchi-Campagnolo |       |
| 2    | Sigfrido Fontanelli     | Sammontana         |       |
| 3    | Roberto Poggiali        | Filotex            |       |
| 4    | Gianfranco Foresti      | Bianchi-Campagnolo |       |
| 6    | Wladimiro Panizza       | Brooklyn           |       |
| 7    | Adriano Pella           | Zonca              |       |
| 8    | Martín Emilio Rodríguez | Bianchi-Campagnolo |       |
| 9    | Mauro Simonetti         | Sammontana         |       |
| 10   | Ercole Gualazzini       | Brooklyn           |       |